# Vitriol

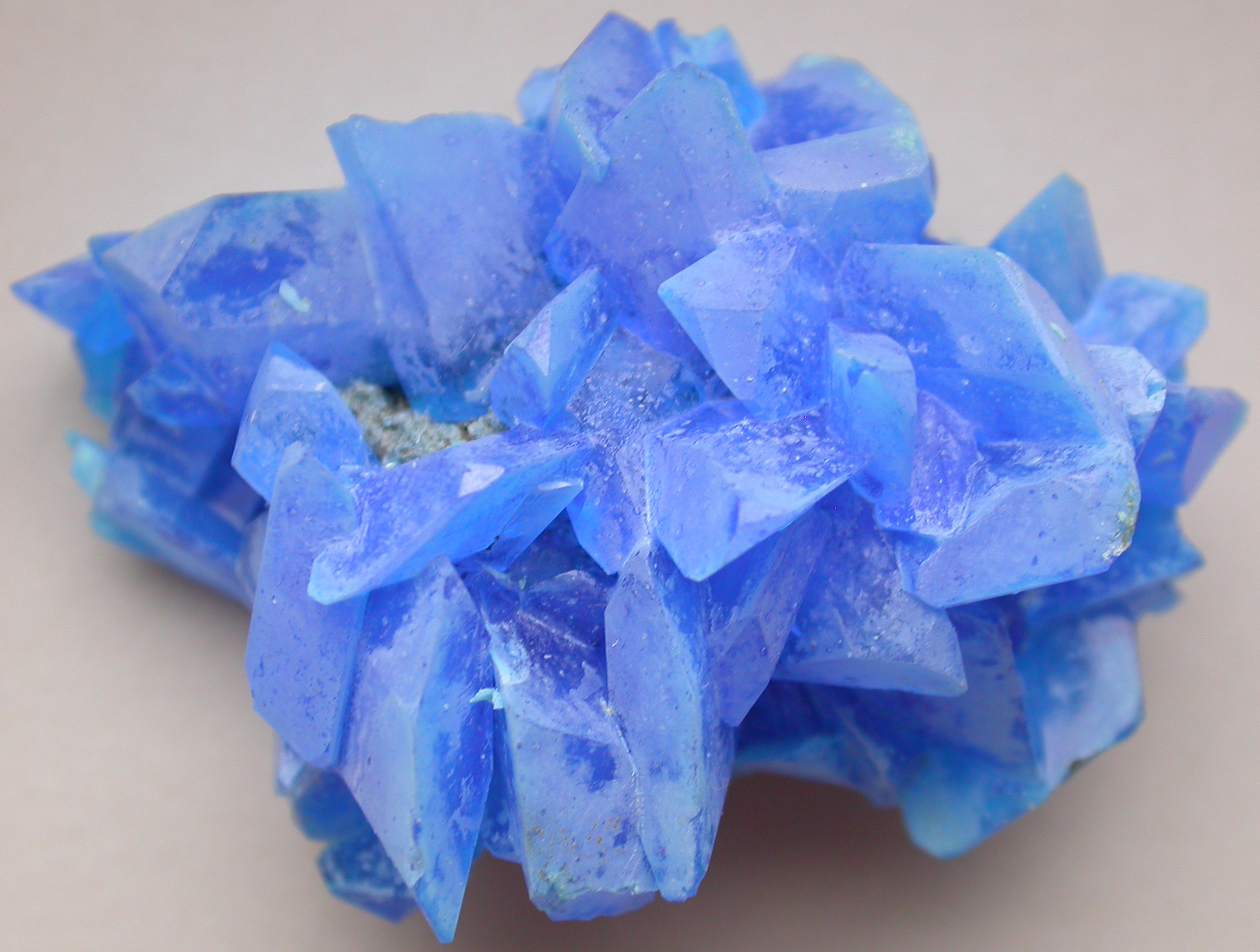
La chalcantite était appelée vitriol par les alchimistes.

Un vitriol est un composé dit sulfaté, à base d'anions sulfates.

## Sulfates
Il pouvait s'agir suivant le contexte ou le lieu :
- de sulfate ferreux, appelé aussi sulfate de protoxyde de fer, couperose, couperose verte, vitriol martial, vitriol vert, mars vitriolé, etc. ;
- de sulfate de zinc, appelé aussi vitriol blanc, couperose blanche, vitriol de zinc, zinc vitriolé, etc. ;
- de sulfate de cuivre, appelé aussi sulfate de deutoxyde de cuivre, couperose bleue, cuivre vitriolé, vitriol bleu, vitriol de cuivre, vitriol de Chypre, etc. ;
- de sulfate d'ammonium ou vitriol ammoniacal ;
- de sulfate d'aluminium ou vitriol d'argile ;
- etc.

## Vitriol fumant
Le « vitriol fumant », populairement abrégé en vitriol, correspond à l'acide sulfurique. Ce liquide dense est un acide fort d'aspect huileux, fumant, très corrosif et agressif. L'acide sulfurique était autrefois nommé par les alchimistes ou les vieux chimistes avec les termes d'huile de vitriol ou d'esprit de soufre.
Le sulfate de cuivre, de zinc ou de fer peuvent être produits au laboratoire par réaction d'oxydation ou attaque respective des métaux cuivre, zinc et fer, avec l'acide sulfurique.

## Symbolique maçonnique
Acronyme de la devise alchimique : Visita Interiora Terrae Rectificando Invenies Occultum Lapidem : « Visite l’intérieur de la Terre et en rectifiant, tu trouveras la pierre cachée ». La conjonction ET suppose plutôt que l'on écrive en latin « rectificandoque »
Devise qui apparait dans la franc-maçonnerie française vers la fin du XVIIIe siècle, à l'occasion de la pénétration du vocabulaire alchimique dans certains rituels maçonniques. Dans ces derniers, le cabinet de réflexion est orné de la devise V.I.T.R.I.O.L pour inviter l'impétrant au questionnement.